# Gods of Metal
Gods of Metal – letni, włoski festiwal muzyki heavymetalowej. Jest to największa tego typu impreza we Włoszech.
Pierwsza edycja festiwalu odbyła się w Mediolanie. W latach późniejszych festiwal był organizowany w Rho, Collegno, Monzy i Bolonii.
Na przestrzeni lat podczas Gods of Metal wystąpili m.in. tacy wykonawcy jak: Heaven and Hell, Queensrÿche, Dream Theater, Blind Guardian, Dark Tranquillity, Symphony X, Anathema, Judas Priest, Whitesnake, Europe, Mr. Big, Cradle of Filth, Cavalera Conspiracy, Slipknot, Alice in Chains, Napalm Death oraz Static-X.